# Chaux sodée
Pour les articles homonymes, voir Chaux.

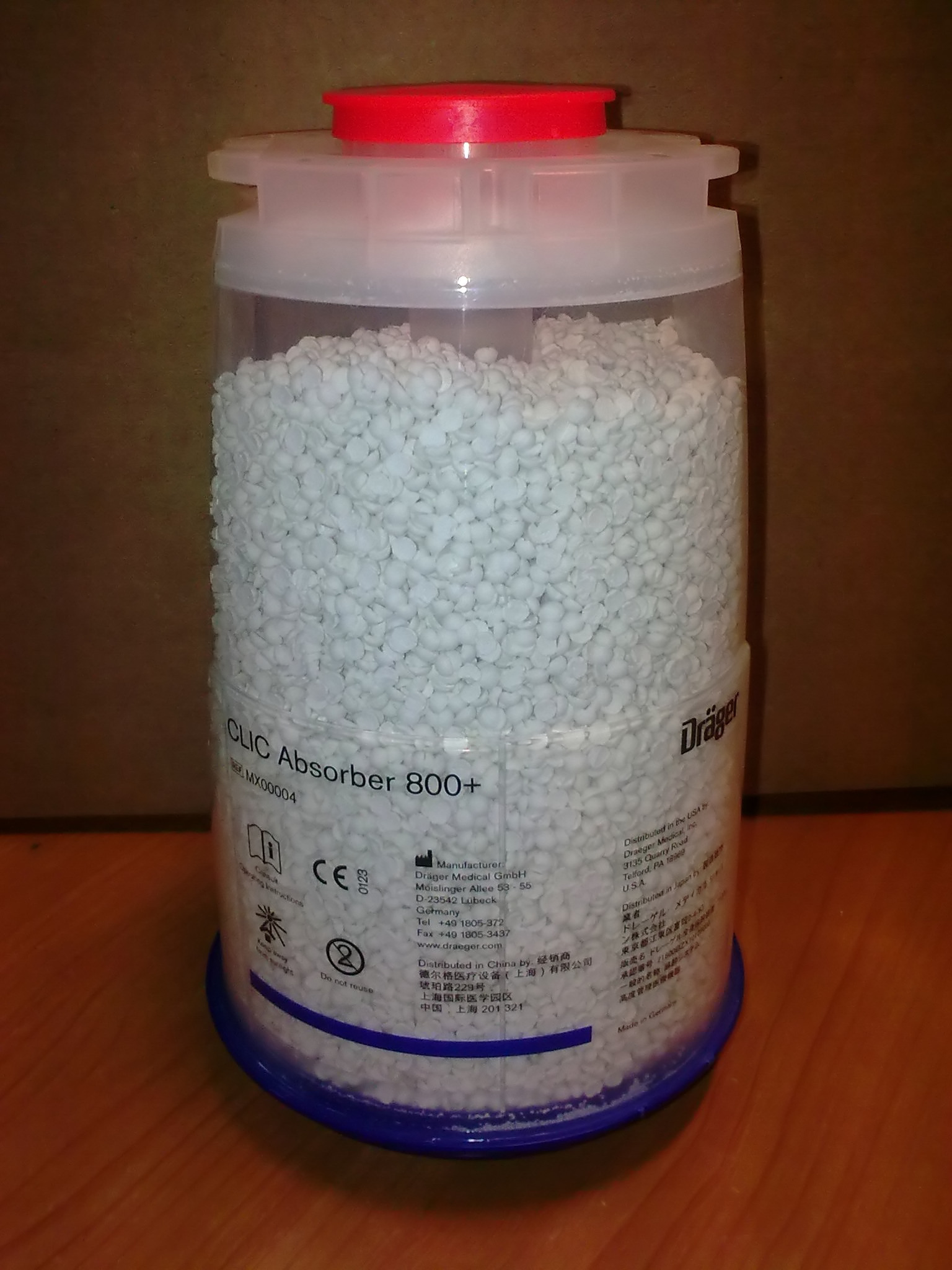
Chaux sodée Drägersorb.

La chaux sodée est un mélange de substances chimiques, utilisé sous la forme de granulés dans des environnements clos, comme les anesthésies générales, les sous-marins et les caissons hyperbares, de façon à retirer du dioxyde de carbone des gaz inhalés pour éviter l'intoxication au CO2,.
La chaux sodée est produite par l'introduction d'hydroxyde de calcium (aussi appelé « chaux éteinte ») en poudre dans une solution concentrée d'hydroxyde de sodium.

## Composition chimique
Les composants principaux de la chaux sodée sont :
- hydroxyde de calcium, Ca(OH)2 (50-90 %) ;
- hydroxyde de sodium, NaOH (environ 2,5-10 %)[3].

## Utilisation en anesthésie
Pendant une anesthésie générale, les gaz émis par le patient, qui contiennent des taux assez élevés en dioxyde de carbone, passent à travers le circuit respiratoire d'une machine d'anesthésie. Ce circuit respiratoire contient des granulés de chaux sodée. La chaux sodée aux normes médicales inclut un indicateur coloré qui change de couleur dès que la chaux sodée atteint sa capacité d'absorption de dioxyde de carbone.
Pour s'assurer du bon fonctionnement de l'appareil, il ne devrait pas être utilisé si l'indicateur coloré est activé. Les appareils d'anesthésie classiques contiennent jusqu'à 2 kg de chaux sodée.
L'hydroxyde de lithium (LiOH) est l'hydroxyde alcalin de plus petite masse molaire (LiOH :24 g/mol ; Li : 7 g/mol), c'est pourquoi il est utilisé pour l'absorption de CO2 dans les vols spatiaux depuis le programme Apollo, de façon à réduire le poids embarqué. Pendant la mission Apollo 13, l'équipage abrité dans le module lunaire commença a souffrir de taux élevés de CO2 et a dû adapter des cartouches de rechange de la capsule Apollo vers le module lunaire.
De nouveaux absorbeurs de CO2 sont en développement pour réduire le risque de formation de sous-produits toxiques, notamment du monoxyde de carbone, résultant de l'interaction entre l'absorbeur et les anesthésiants (molecules halogénées et fluorées)
,. Des mesures simples permettant d'éviter la déshydratation de la chaux préviennent la production de CO.

## Réaction chimique
L'équation globale de la réaction est :
CO2 + Ca(OH)2 → CaCO3 + H2O + chaleur (en présence d'eau)
Chaque mole de CO2 (44 g) réagissant avec de l'hydroxyde de calcium produit une mole d'eau (18 g).
Cette réaction peut être décomposée en trois étapes élémentaires :
1. CO2 (g) → CO2 (aq) (le CO2 se dissout dans l'eau, étape lente et cinétiquement déterminante)
2. CO2 (aq) + NaOH → NaHCO3 (formation de bicarbonate de sodium à pH élevé)
3. NaHCO3 + Ca(OH)2 → CaCO3 + H2O + NaOH (NaOH recyclé pour l'étape 2, c'est donc un catalyseur)

Cette séquence d'étapes explique le rôle catalytique joué par l'hydroxyde de sodium dans la réaction et pourquoi la chaux sodée réagit plus rapidement que la chaux seule, avec donc une élimination du CO2 plus efficace. La formation d'eau par la réaction et l'humidité due à la respiration agissent comme solvant de la réaction, les réactions en phase aqueuse étant plus rapides qu'entre un gaz sec et un solide,,. 
Le même effet catalytique contribue également à la lente carbonatation de la chaux (portlandite) par le CO2 atmosphérique dans les bétons bien que la vitesse de propagation du front de réaction y soit surtout limitée par le transport diffusif du CO2 au sein de la matrice de béton de porosité moindre.

## Analogie avec la réaction alcali-granulat
Un parallèle intéressant peut être fait entre le rôle catalytique de l'hydroxyde de sodium dans le processus de carbonation de la chaux sodée et le rôle joué par l'hydroxyde de sodium dans la réaction alcali-granulat. Il s'agit d'un lent processus de dégradation des bétons qui contiennent des granulats riches en silice amorphe. Ce processus provoque un gonflement et l'apparition de fissures dans le béton. De manière très similaire, NaOH facilite grandement la dissolution de la silice amorphe. Le silicate de sodium obtenu réagit avec l'hydroxyde de calcium (portlandite) présent dans la pâte de ciment durcie pour former du silicate de calcium hydraté (abrégé C-S-H dans la notation cimentière). Cette réaction de  silicification de Ca(OH)2 à son tour libère continuellement de l'hydroxyde de sodium en solution, ce qui maintient le pH élevé, et le cycle continue jusqu'à la disparition totale de la portlandite ou de la silice réactive dans le béton atteint. Sans la catalyse de cette réaction par des hydroxydes solubles de sodium ou de potassium, la réaction alcali-granulat ne se réaliserait pas ou serait limitée à une très lente réaction pouzzolanique. La réaction alcali-granulat peut être écrite, comme la réaction avec la chaux sodée, simplement en remplaçant CO2 par SiO2 dans les réactions précédentes, de la manière suivante :
réaction 1 : SiO2 + NaOH → NaHSiO3 (dissolution de silice par NaOH : pH élevé)
réaction 2 : NaHSiO3 + Ca(OH)2 → CaSiO3 + H2O + NaOH (précipitation de C-S-H et régénération de NaOH)
somme (1+2) : SiO2 + Ca(OH)2 → CaSiO3 + H2O (réaction globale = réaction pouzzolanique catalysée par NaOH)